# Nicki Paull
Nicki Paull, właściwie Nicola Paull (ur. 1962 w Queensland) – australijska aktorka telewizyjna.

## Życiorys
W 1983 ukończyła szkołę artystyczną Victorian College of the Arts. Występowała na scenie w przedstawieniach: Sinbad żeglarz, Pennies Before the Holidays, Romeo i Julia jako lady Capulet, Makbet, Rany do twarzy (Wounds to The Face) Howarda Barkera, Hamlet jako Gertruda i Ofelia, Lens jako Grace.
Zadebiutowała na małym ekranie rolą prostytutki w kłosokształtnych tlenionych blond włosach w serialu Więźniarki (Prisoner, 1984-86). Po debiucie kinowym w melodramacie Niel Lynne (1985), zdobyła popularność jako Sara Harper, córka Stephanie, bogatej właścicielki domu mody 'Tara' w miniserialu Powrót do Edenu (Return To Eden, 1986).
Pojawiła się potem w serialach: Latający doktorzy (The Flying Doctors, 1989), Bony (1992), Cluedo (1992), Sąsiedzi (Neighbours, 1999).
Zagrała przekonywająco postać żony młodego legendarnego amerykańskiego aktora australijskiego pochodzenia Errola Flynna w dramacie biograficznym Flynn (1996) u boku Guya Pearce.
Była narratorką audiobooka The Independence of Miss Mary Bennett autorstwa Colleen McCullough.

### Życie prywatne
18 listopada 2006 wyszła za mąż za australijskiego muzyka Keitha Potgera (ur. 21 marca 1941), gitarzystę, grającego na banjo i śpiewaka folkowej grupy The Seekers.

## Filmografia

### Filmy fabularne
- 1985: Niel Lynne jako Melissa
- 1986: Jenny Kissed Me jako policjantka Moore
- 1988: Boulevard of Broken Dreams jako Suzy Daniels
- 1990: What the Moon Saw jako Noc
- 1994: Ebbtide jako Katherine McGuire
- 1996: Flynn jako Marcelle Flynn
- 2002: Królowa potępionych (Queen of the Damned) jako stewardesa

### Filmy TV
- 1988: Surowy jedwab (Raw Silk) jako Kate Bradshaw
- 1989: Ulubieńcy bogów (Darlings of the Gods) jako June Kelly
- 1994: Halifax: żer (Halifax f.p: The Feeding) jako Tracey Cunningham

### Seriale TV
- 1984-1986: Więźniarki (Prisoner) jako Doris Cruickshank
- 1985: A Thousand Skies jako Marge McGrath
- 1986: Powrót do Edenu (Return To Eden) jako Sarah Harper
- 1988: Acropolis Now jako Sarah Burns
- 1989: G.P. jako Stephanie Jamison
- 1989: Latający doktorzy (The Flying Doctors) jako Alex Thompson
- 1992: Bony jako Jane
- 1992: Cluedo jako pani Vivienne Scarlet
- 1995: Ocean Girl jako Searcher
- 1999: Sąsiedzi (Neighbours) jako Natalie Rigby
- 2000: Blue Heelers jako Margaret Nelson
- 2002: MDA jako dr Karen Hill
- 2002: Tajemnica życia USA (The Secret Life of Us) jako pani Anderson
- 2003: CrashBurn jako Divorcee
- 2004: Blue Heelers jako Maureen Flannery